# Llanuras boreales
La ecozona de las Llanuras Boreales, tal como la define la Comisión para la Cooperación Ambiental (CCA), es una ecozona terrestre en las provincias canadienses occidentales de Manitoba, Saskatchewan y Alberta. También tiene extensiones menores en el noreste de la Columbia Británica y los Territorios del Noroeste del centro-sur. La región se extiende sobre 779.471 km 2, de los cuales 58.981 km 2 se encuentra en estado de conservación ambiental (7,6 por ciento).
El parque nacional Búfalo de los Bosques, el parque nacional más grande de Canadá, y Whooping Crane Summer Range, la única área de anidación y reproducción de la grulla chillona, en peligro crítico de extinción, están ubicados en la parte norte de esta ecozona.
La industria en esta ecozona alguna vez consistió principalmente en silvicultura y agricultura, pero en 1967 Great Canadian Oil Sands Limited comenzó a extraer betún de las arenas de Athabasca. Las operaciones allí se han expandido significativamente desde 2003, y las arenas bituminosas se están convirtiendo en un factor económico cada vez más importante en la región.

## Geografía
Sobre un lecho rocoso de esquisto del Cretácico y sedimentos del Terciario hay gruesos depósitos de suelo que forman un terreno llano en las Llanuras Interiores. Limita con la Cordillera Montane al oeste, siguiendo de cerca la frontera entre Alberta y la Columbia Británica. Al sur se encuentra la ecozona de las Praderas en toda su extensión, mientras que al norte se encuentran las llanuras de taiga, con su periferia nororiental adyacente al escudo de taiga. Veinte subregiones están ubicadas dentro de la ecorregión.
Con una superficie 650 kilómetros cuadrados (251 mi²), es una región de relieve tenue con pocos lagos. Sin embargo, el agua de deshielo del retroceso de los glaciares entre hace 11.000 y 8.000 años dio lugar a extensos deltas y dunas, formando el lago Winnipegosis en el extremo oriental de esta zona. Es un remanente del lago Agassiz, un gran lago glaciar. La mayoría de los ríos se originan en las Montañas Rocosas y fluyen hacia el este a través de la zona.
El petróleo, la silvicultura y la agricultura son las industrias más importantes. La región está casi cubierta por madera, alrededor del 84% de la región, El área de arenas bituminosas de Athabasca tiene alrededor 141 kilómetros cuadrados (54,4 mi²) de tierra. La agricultura tiene lugar principalmente en Peace River Country en Alberta y Columbia Británica. Esto puede emplear hasta el 20% de la superficie terrestre, aunque normalmente es menos que eso. Las grandes comunidades incluyen Fort St. John, Grande Prairie, Fort McMurray, Hayriver, La Ronge y The Pas.

### Ecoprovincias
Esta ecozona se puede subdividir en tres ecoprovincias:
- Laderas boreales
- Llanuras boreales centrales
- Llanuras boreales orientales

## Clima
Situada al este de las Montañas Rocosas, la región experimenta bajas precipitaciones, con un promedio 450 milímetros (17,7 plg) anualmente, con 300 milímetros (11,8 plg) en el oeste y 650 milímetros (25,6 plg) en el este. Sin embargo, esto es mayor que la tasa de evaporación en más de 100 milímetros (3,9 plg) en el sur, y 300 milímetros (11,8 plg) en el norte y en las estribaciones de las Montañas Rocosas. El exceso de humedad promueve el desarrollo de humedales y turberas, que representan entre el 25 y el 50% del área de la ecozona.
Los veranos son moderadamente cálidos, con temperaturas medias de julio de 13 a 15 grados Celsius (55,4 a 59,0 °F), mientras que los inviernos pueden ser muy fríos, con temperaturas medias de enero de -17,5 a -11 °C.

## Áreas protegidas
Se han establecido varias áreas protegidas para proteger porciones representativas y/o significativas de esta ecozona. Éstas incluyen:

### Alberta
- Parque provincial Cross Lake[11]
- Parque provincial de Dunvegan[12]
- Parque Nacional Isla Elk[13]
- Parque provincial Lakeland[14]
- Parque provincial del lago Thunder[15]
- Parque Nacional Búfalo de los Bosques[16]

### Manitoba
- Parque provincial de la isla de abedul[17]
- Parque provincial Birds Hill[18]
- Reserva Ecológica del Humedal Brokenhead[19]
- Parque provincial del lago Clearwater[20]
- Parque provincial Chitek Lake Anishinaabe[21]
- Parque provincial de la montaña del pato[22]
- Área de manejo de vida silvestre de Dog Lake[23]
- Parque provincial de la isla Elk[24]
- Parque provincial Fisher Bay[25]
- Parque provincial Grand Island[26]
- Parque provincial de las islas del Ganso[27]
- Parque provincial del río Grass[28]
- Parque provincial Hecla-Grindstone[29]
- Área de Manejo de Vida Silvestre de Hilbre[30]
- Parque provincial de la bahía de Kinwow[31]
- Área de manejo de vida silvestre de Little Birch[32]
- Parque provincial Little Limestone Lake[33]
- Reserva Ecológica Long Point[34]
- Área de gestión de vida silvestre de Mars Hill[35]
- Área de manejo de vida silvestre de Narcisse[36]
- Reserva Ecológica Palsa Hazel[28]
- Área de manejo de vida silvestre de Peonan Point[37]
- Área de manejo de vida silvestre del lago Proulx[38]
- Área de manejo de vida silvestre de Red Deer Lake[39]
- Reserva Ecológica Isla Reindeer[40]
- Área de manejo de vida silvestre de St. Malo[41]
- Reserva Ecológica Ste. Anne Bog[42]
- Área de manejo de vida silvestre de Sleeve Lake[43]
- Área de manejo de vida silvestre de Stuartburn[44]
- Área de manejo de vida silvestre de Rat River[45]
- Parque Nacional Riding Mountain[46]
- Parque provincial Sturgeon Bay[47]
- Reserva ecológica de las cuevas de Walter Cook[48]
- Área de manejo de vida silvestre Watson P. Davidson[49]

### Saskatchewan
- Parque provincial Duck Mountain[50]
- Parque provincial del lago Greenwater[50]
- Parque provincial del lago Meadow[50]
- Parque provincial Narrow Hills[50]
- Parque Nacional Príncipe Alberto[51]